# Слобозія-Конакі
Слобозія-Конакі (рум. Slobozia Conachi) — село у повіті Галац в Румунії. Входить до складу комуни Слобозія-Конакі.
Село розташоване на відстані 183 км на північний схід від Бухареста, 26 км на північний захід від Галаца.

## Населення
За даними перепису населення 2002 року у селі проживали 3382 особи, усі — румуни. Усі жителі села рідною мовою назвали румунську.